# Ataque de Sandy
El 6 de junio de 2017, en Sandy, Utah, Jeremy Patterson embistió con su camioneta contra un vehículo y abrió fuego contra los pasajeros, matando a dos e hiriendo a otros dos antes de suicidarse. Este suceso fue el resultado de una aparente disputa doméstica entre Patterson y su exnovia Memorez Rackley, quien murió en el ataque. Rackley se había puesto en contacto con la policía antes del incidente en relación con las amenazas de su exnovio, pero no tenía derecho a obtener una orden de protección debido a la naturaleza de su relación. Los departamentos de policía de Utah implicados en el caso dijeron que estaban revisando sus procedimientos de respuesta en casos de violencia doméstica, y la Legislatura del Estado de Utah aprobó una legislación destinada a impedir que ocurrieran incidentes similares en Utah. 

## Antecedentes
En el momento del ataque, Jeremy Patterson tenía 32 años, y Memorez Rackley tenía 39 años con dos hijos, Myles de 11 años y Jase de 6 años. Rackley vivía cerca de la escuela primaria Brookwood y su esposo se había mudado a una residencia diferente en Sandy. Tanto Patterson como Rackley eran culturistas y ambos tenían el mismo entrenador personal de West Jordan, Utah. Rackley y Patterson mantuvieron una relación, que terminó el 1 de junio de 2017. Al día siguiente, Patterson amenazó con matar al hijo de Rackley, Jase, y publicó imágenes pornográficas de venganza de Rackley en Instagram
El 3 de junio de 2017, tres días antes del tiroteo, Rackley hizo tres llamadas separadas al 9-1-1. Le dijo a la policía que su exnovio la amenazaba a ella y a su familia. La policía le dijo a Patterson que dejara de comunicarse con Rackley y aconsejó a esta que se quedara con una amiga hasta que pudiera obtener una orden de protección. La policía no trató la situación como un caso de violencia doméstica porque Patterson y Rackley no estaban casados ni vivían juntos. En los días siguientes, Patterson envió mensajes privados de Instagram a Rackley con memes y mensajes que la amenazaban y la acusaban de mantener su relación en secreto.
El 5 de junio, Patterson le dijo a su hermana, a su madre y a uno de sus amigos que quería matar o hacerle daño a Rackley y a sus hijos. Tres horas antes del tiroteo, un informante anónimo, identificado más tarde como uno de los amigos de Patterson, llamó al 911 y le dijo al operario que Patterson quería matar a su exnovia y luego matarse a sí mismo. Un policía de la ciudad de Draper, Utah, investigó la información, pero la policía dijo que los datos aportados por el informante no fueron suficiente para detener el ataque.

## Ataque

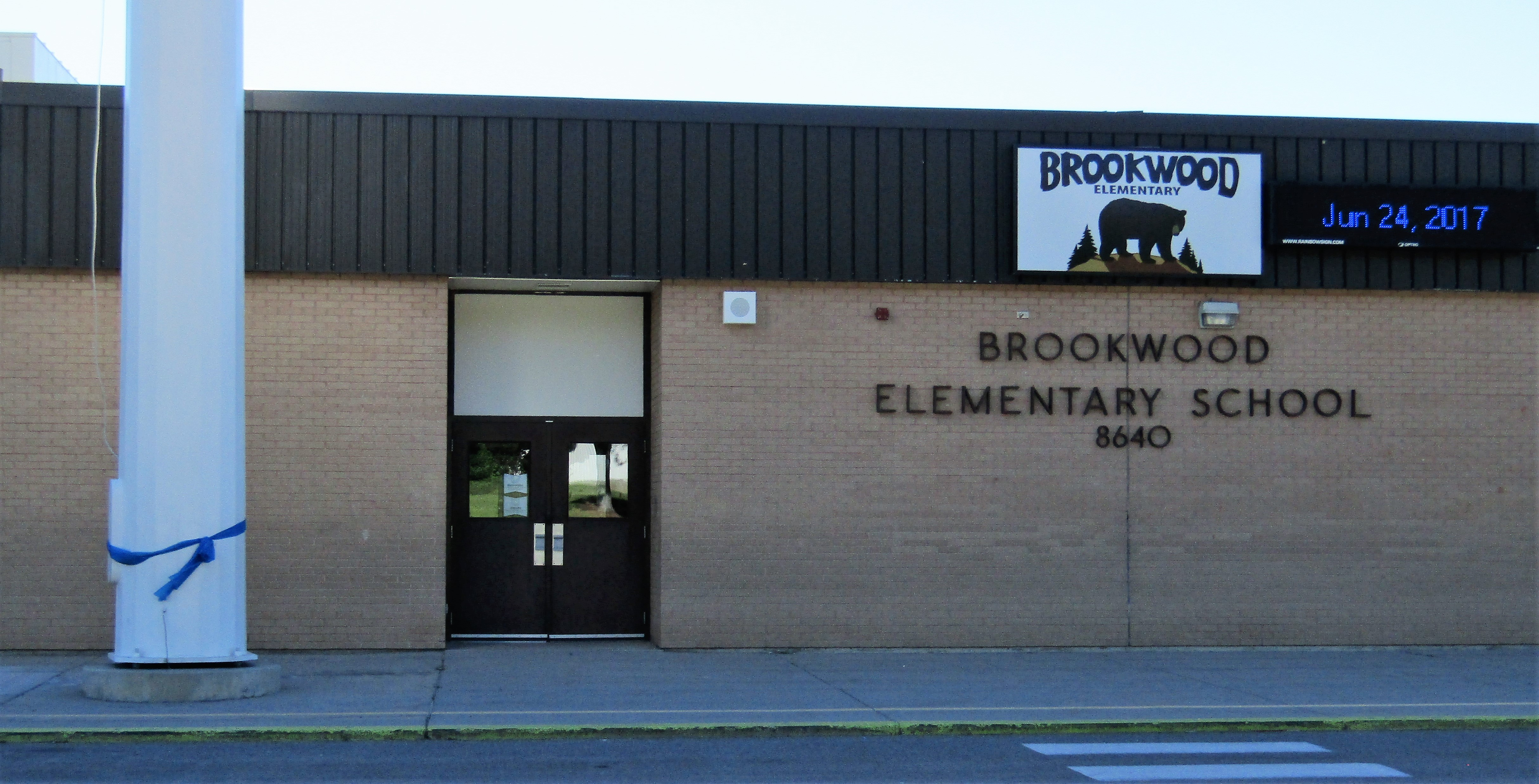
El ataque comenzó cerca de la escuela primaria Brookwood en Sandy, Utah.

Según la policía, Memorez Rackley y Jeremy Patterson fueron vistos discutiendo cerca de la escuela primaria Brookwood el 6 de junio de 2017. Una mujer que conducía un SUV vio la discusión, se detuvo y permitió que Rackley y sus hijos viajaran en el SUV junto a la hija de la conductora. Rackley, el conductor y una persona que había observado la discusión intentaron llamar al 9-1-1. Después de conducir un par de cuadras, Patterson embistió con su camioneta contra el SUV y abrió fuego contra la familia, matando a Memorez y a su hijo Jase, antes de suicidarse. Se informó de que entre las personas heridas en el ataque se encontraban la hija de 8 años de la conductora, a quien un disparo le alcanzó en la pierna, y Myles Rackley, que recibió un disparo en el cuello. Myles se encontraba en estado crítico cuando fue atendido. En la autopsia realizada a Patterson no se encontraron alcohol ni drogas ilícitas en su sangre.

## Consecuencias

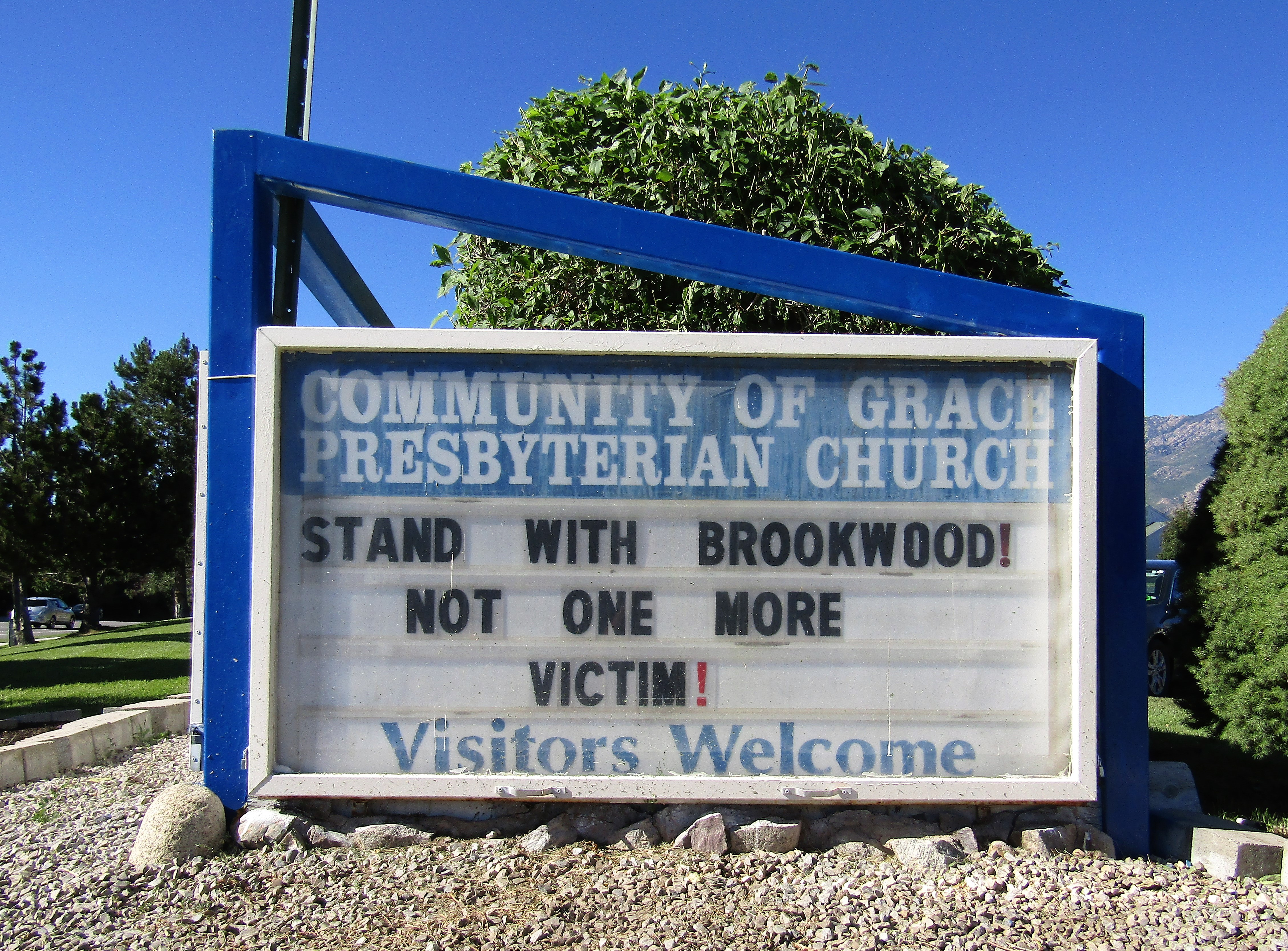
La Iglesia Presbiteriana de la Comunidad de Gracia de Sandy expresó su apoyo a las víctimas del ataque.

Los líderes comunitarios y religiosos de Sandy animaron a la gente a que apoyaran a los afectados por el incidente. Se creó un fondo conmemorativo y una cuenta GoFundMe para dar apoyo financiero a la familia Rackley. Algunos amigos y vecinos de los Rackley construyeron un monumento para la familia con flores, peluches y tarjetas. Memorez y Jase fueron enterrados en un cementerio en West Jordan el 20 de junio de 2017.
La policía de Draper y Sandy dijo que el incidente los llevó a revisar sus procedimientos para manejar las llamadas al 9-1-1 y los casos de violencia doméstica. Los funcionarios estatales dijeron que estaban tratando de conseguir que los casos que involucraban a parejas de novios se clasificaran como violencia doméstica. A principios de enero de 2018, el senador Todd Weiler y la representante Angela Romero presentaron leyes que haría que cualquier persona que hubiera tenido una relación sexual con otra persona pudiera tener derecho a que se le expidiera una orden de protección, que podría expirar con el tiempo. El proyecto de ley fue aprobado por el Senado del Estado de Utah el 22 de enero de 2018 con apoyo unánime. A principios de marzo de 2018, los senadores de Utah revisaron el proyecto de ley para permitir la devolución de las armas confiscadas en los casos de acoso. Después de que el proyecto de ley fuera aprobado por la Cámara de Representantes de Utah, fue firmado por el Gobernador de Utah Gary Herbert el 19 de marzo de 2018, y entró en vigor el 8 de mayo de 2018.